# Karl Caspar
Karl Caspar (* 13. března 1879, Friedrichshafen, Německo - 21. září 1956, Brannenburg, Německo) byl německý malíř. V letech 1922-1937 byl profesorem na Akademie der Bildenden Künste München. Jeho manželka Maria Caspar-Filser byla také malířkou. V roce 1937 byla jeho díla spolu s mnoha dalšími vystavena na výstavě Entartete Kunst v Mnichově. Na této výstavě byla i díla jeho manželky.